# Burgemeester van Harinxma Thoe Slootenbank
De Burgemeester van Harinxma Thoe Slootenbank is een gedenkbank aan de Leeuwenlaan in de Noord-Hollandse plaats 's-Graveland in de gemeente Wijdemeren. De bank werd in 1939 door de inwoners van de gemeenten Ankeveen en 's-Graveland aangeboden aan Douwe Jan Andries baron van Harinxma Thoe Slooten (1869 - 1945) bij zijn afscheid als burgemeester. Sinds 1903 had hij dit ambt bekleed. Het gedenkteken is een gemeentelijk monument. 

## Omschrijving
Op de gemetselde muur zijn rechts in natuursteen de gemeentewapens van Ankeveen en 's-Graveland aangebracht, met daarin de trapgans van 's-Graveland en de ooievaar van Ankeveen. Rechts van de wapens staat de tekst Burgemeester Van Harinxma Thoe Slootenbank. De gedenkbank werd in 1939 ontworpen door architect Frits Eschauzier.